# Walter Giers
Walter Adolf Giers (* 10. Mai 1937 in Mannweiler; † 3. April 2016 in Schwäbisch Gmünd) war ein deutscher Licht-, Klang- und Medienkünstler. Er zählt zu den Pionieren der Electronic Art.

## Leben
Walter Giers lebte seit 1960 in Schwäbisch Gmünd. Nach einer Stahlgraveurlehre betätigte er sich ab 1955 als Jazzmusiker. Von 1959 bis 1963 absolvierte er ein Studium an der Staatlichen Höheren Fachschule für Edelmetallgewerbe in Schwäbisch Gmünd, das er mit einem Diplom als Industriedesigner abschloss. 1963 gründete er ein eigenes Büro für Industriedesign (Form und Funktion) in Schwäbisch Gmünd. 1992/93 hatte er einen Lehrauftrag an der Hochschule für Gestaltung in Karlsruhe und war assoziierter Künstler des Zentrums für Kunst- und Medientechnologie (ZKM) in Karlsruhe. 1968 begann er mit der Herstellung von Kunstobjekten auf der Basis elektronischer Schaltkreise. Seit 1985 entwickelte Walter Giers auch Beleuchtungskonzepte für Städte, seit 1990 zusammen mit dem 1962 in Backnang geborenen Designer Berthold Beuthe.

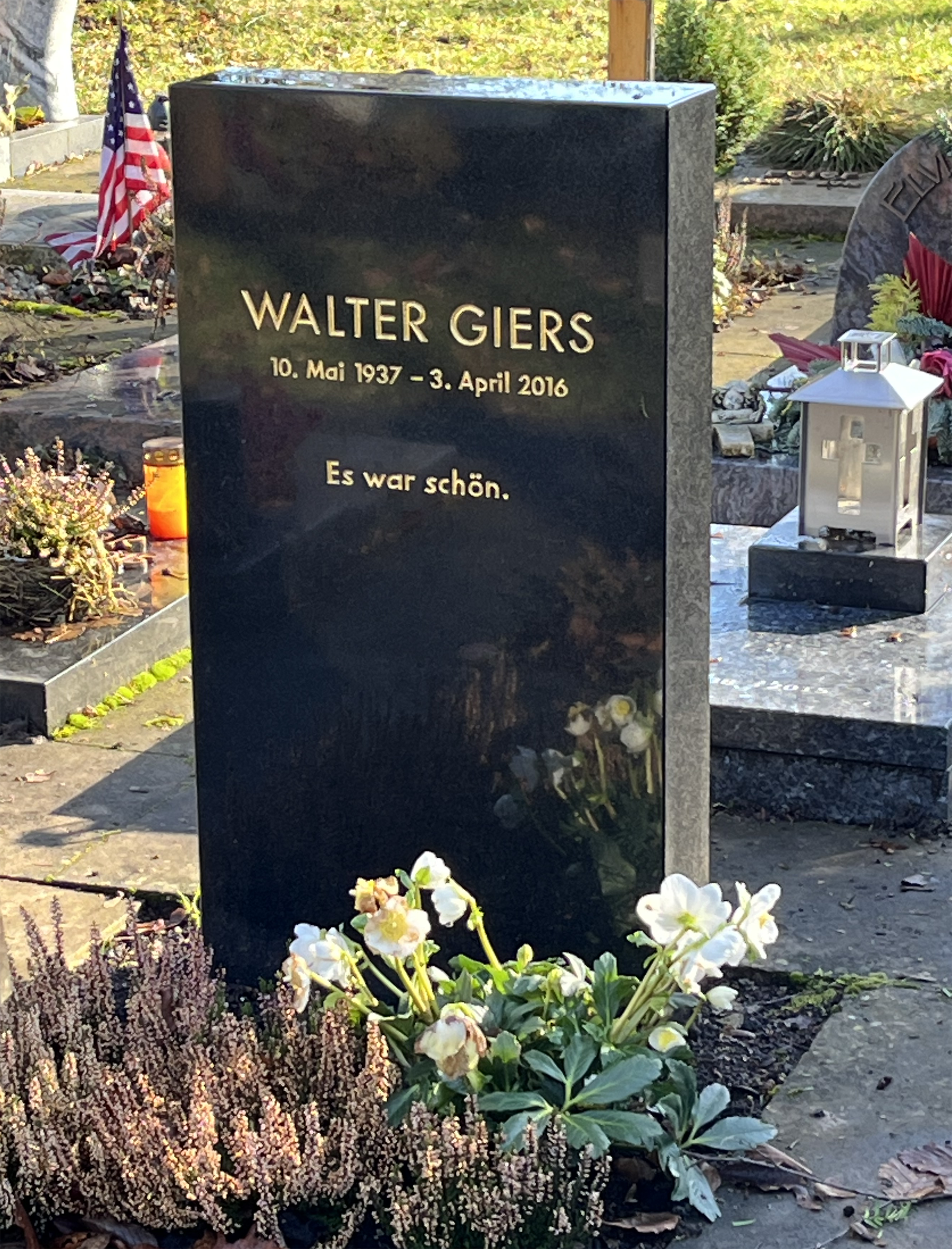
Grab von Walter Giers

Er arbeitete u. a. mit dem Kommunikationspädagogen Kurt Weidemann, dem Jazzmusiker Wolfgang Dauner und dem Filmkomponisten Mick Baumeister zusammen. 2003 erhielt er den Maria-Ensle-Preis der Kunststiftung Baden-Württemberg, 2007 wurde er mit dem Verdienstkreuz der Bundesrepublik Deutschland geehrt, 2011 mit dem Kulturpreis Baden-Württemberg der Volksbanken Raiffeisenbanken und der Baden-Württemberg Stiftung.
Walter Giers starb wenige Wochen vor seinem 79. Geburtstag. Sein Grab befindet sich auf dem Leonhardsfriedhof in Schwäbisch Gmünd im Grabfeld L.

## Werk

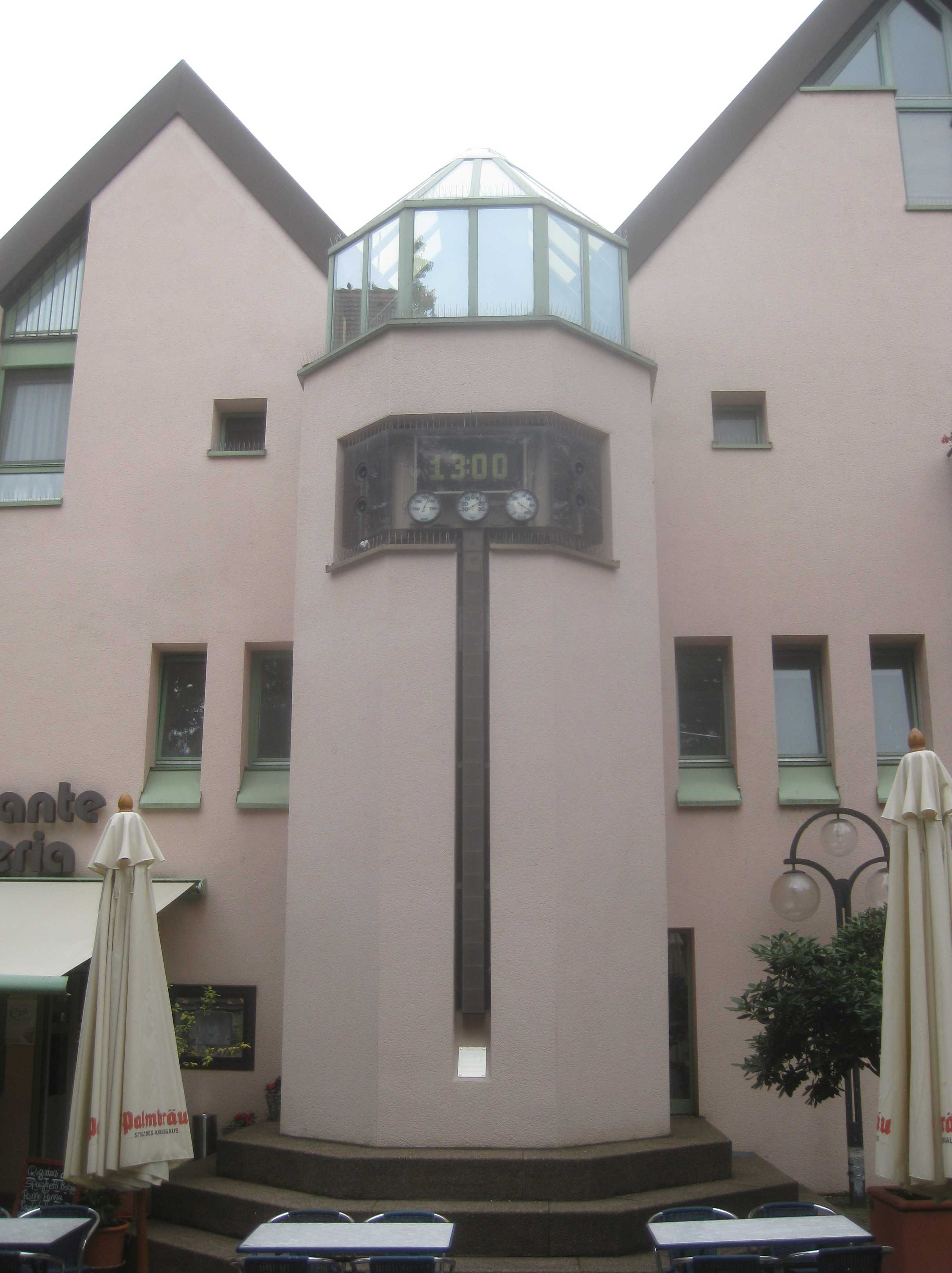
Güglinger Uhr von Walter Giers, elektronische Uhr mit optischen und akustischen Effekten, 1982/1983, Güglingen, Deutscher Hof.

Giers arbeitete vor allem in der Kinetischen Kunst, aber auch in der Licht- und Klangkunst. Neu an der Kunst von Walter Giers war vor allem die Einbeziehung elektronischer Bauteile in seine Kunstobjekte, die neben ihrer funktionalen Aufgabe, d. h. der Erzeugung von Klängen und Licht, regelmäßig auch als Gestaltungselemente dienen. 1968 entstand als erstes interaktives Objekt die Radioskulptur Mr. Brabbel, bei dem der Rezipient durch Licht- oder Toneinwirkung Reaktionen beim Objekt herbeiführte, was das Grundschema für eine Vielzahl weiterer Werke darstellte.
Zudem verwendete Giers in seinen Objekten weitere Medien wie Video, Laser und Holographie. Unter anderem thematisierte er in seinen Werken Probleme des Umgangs des Menschen mit der Umwelt (z. B. durch Anprangern von Walfangmethoden), Konflikte in der Mediengesellschaft (Indiskretionen im Journalismus), psychische Anomalitäten (Geisteskrankheiten) oder den Umgang mit bzw. den Missbrauch von Religionen. Meist arbeitete er dabei mit Ambivalenzen und kaschierte dabei die Problemstellungen hinter einer visuell attraktiven Fassade aus Acrylglas, hinter der sich elektrische Lampen (z. B. Neonröhren), Drähte, Speicherchips, Transistoren, Kondensatoren, Transformatoren verbergen und in die Lautsprecher integriert sind. Es gibt jedoch auch eine Vielzahl von Objekten, die frei von narrativen Inhalten sind, wie insbesondere Licht- bzw. Licht-Ton-Objekte, die durch wechselnde Farbenspiele, ggf. durch melodische Untermalung gekennzeichnet sind.
1987 stattete er das Fischbauchträger-Dach des Pavillons von Stefan Wewerka für die documenta 8 mit einer Lichtinstallation aus.

## Ausstellungen und Sammlungen
Giers’ Werke befinden sich in einer Vielzahl von Museen und Sammlungen, wie z. B. in dem Städtischen Museum Gelsenkirchen, dem Zentrum für Kunst- und Medien Karlsruhe (ZKM) und der Städtischen Galerie in Karlsruhe, dem Museum im Prediger in Schwäbisch Gmünd, der Städtischen Galerie in Sindelfingen, dem Institut für Auslandsbeziehungen in Stuttgart (Bundessammlung), dem Museum für Neue Kunst in Freiburg im Breisgau, dem Ministerium für Wissenschaft, Forschung und Kunst Baden-Württemberg in Stuttgart, dem Museum Ritter in Waldenbuch, der Sammlung Conrad-electronics in Hirschau, der Sammlung der Allianz Versicherung, der Daimler-Sammlung in Stuttgart-Möhringen und der Sammlung Marx in Berlin.
Anlässlich seines Todes wurde 2016 vom Gmünder Kunstverein die Ausstellung Konzept. Zufall mit ausgewählten Werken des Künstlers veranstaltet.
Seit 2020 befindet sich das Archiv von Giers im Zentrum für Kunst und Medien Karlsruhe. Vom 15. Oktober 2022 bis zum 16. April 2023 zeigt das ZKM die Sonderausstellung Walter Giers. Electronic Art, mit mehr als 120 Werken aus dem Nachlass des Künstlers.